# استلزام متنی
استلزام متنی در پردازش زبان طبیعی یک ارتباط یک طرفه بین عبارات متن است. این ارتباط زمانی اتفاق می‌افتد که درست بودن یک موضوع درستی یک موضوع دیگر را نتیجه بدهد. در چارچوب TE، متن استلازم شده و متنی که از آن استلزام می‌شود تحت عبارات متن (t) و فرضیه(h) شناخته می‌شوند. استلزام متنی با استلزام منطقی یکی نیست و تعریف ساده‌انگارانه‌تری دارد.
با این تعریف t استلازم می‌کند h را اگر به صورت کلی هنگامی که یک انسان متن t را میخواد بتواند متن h را از آن نتیجه بگیرد. (این موضوع شرط لازم نیز برای این رابطه است؛ یعنی اگر t استلزام می‌کند h را بدین معنی است که یک انسان باید بتواند از خواندن t درست بودن h را نتیجه بگیرد.)
رابطه موجود، یک رابطه یک طرفه است یعنی استلزام شدن h توسط t نتیجه نمی‌دهد که t از h استلزام می‌شود.
تشخیص برقراری این رابطه می‌تواند با دشواری‌هایی همراه باشد و همچنین می‌تواند در بعضی موارد سلیقه ای باشد. که یکی از مسایل موجود تشخیص این روابط توسط موتور پردازش زبان طبیعی است.

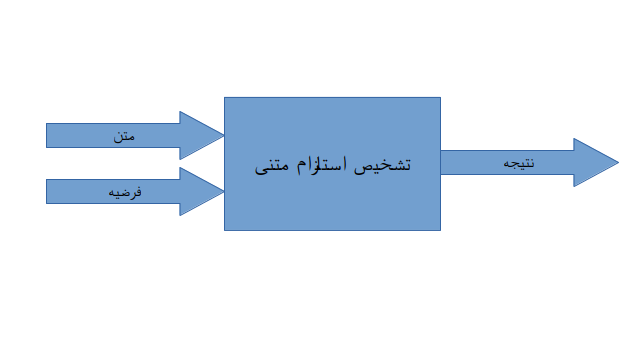
استلزام متنی

## مثال‌ها
استلزام متنی را در قالب مثال‌هایی از سه نوع رابطه می‌توان نشان داد.
نمونه ای از یک TE مثبت (متن مستلزم فرضیه است):
متن: اگر به نیازمندان کمک کنید، خداوند به شما پاداش خواهد داد.
فرضیه: دادن پول به فقیر نتیجه خوبی دارد.
مثالی از TE منفی (متن با فرضیه در تضاد است):
متن: اگر به نیازمندان کمک کنید، خداوند به شما پاداش خواهد داد.
فرضیه: دادن پول به فقیر نتیجه ای ندارد.
مثالی از غیر TE (متن مستلزم یا متناقض نیست) این است:
متن: اگر به نیازمندان کمک کنید، خداوند به شما پاداش خواهد داد.
فرضیه: پول دادن به یک مرد فقیر شما را انسان بهتری می‌کند.

## ابهام در زبان طبیعی
یکی از ویژگی‌های زبان طبیعی این است که برای بیان یک مفهوم راه‌های مختلفی وجود دارد. چندین معنا را می‌توان در یک متن واحد گنجاند و یک معنا را می‌توان با متون مختلف بیان کرد. این تنوع بیان معنایی را می‌توان به عنوان مشکل دوگانه ابهام زبان در نظر گرفت. این دو موضوع باعث ارتباط چندین معنی با یک متن و چندین متن با یک معنی می‌شود. عمل استلزام کردن مانند عمل بازنویسی (پیدا کردن جملات مشابه و کوتاه‌تر برای یک متن) است. با این تفاوت که استلزام کردن دنبال روابط ضعیف تر به علت یک طرفه بودن رابطه مربوطه است. روش‌های ریاضیاتی تشخیص استلزام می‌توانند بر پایه همین یک طرفه بودن این رابطه باشند.

## کاربردها
بسیاری از برنامه‌های پردازش زبان طبیعی، مانند پرسش و پاسخ، استخراج اطلاعات، خلاصه‌سازی، خلاصه‌سازی چند سندی و ارزیابی سیستم‌های ترجمه ماشینی، باید بدانند که معنای هدف خاصی را می‌توان از انواع مختلف متن استنتاج کرد. معمولاً استلزام به عنوان بخشی از یک سیستم بزرگتر استفاده می‌شود، برای مثال در یک سیستم پیش‌بینی برای فیلتر کردن پیش‌بینی‌های بی‌اهمیت یا آشکار. استلزام متنی در سبک سنجی خصمانه نیز کاربرد دارد، که هدف آن حذف سبک متنی بدون تغییر معنای کلی ارتباط است.